# Erzhausen
Erzhausen est une municipalité allemande située dans le land de la Hesse et l'arrondissement de Darmstadt-Dieburg.